# Asthenodipsas tropidonotus
Espèce
Synonymes
- Amblycephalus tropidonotus Lidth De Jeude, 1923
- Pareas tropidonotus (Lidth De Jeude, 1923)

Asthenodipsas tropidonotus est une espèce de serpents de la famille des Pareatidae.

## Répartition
Cette espèce est endémique de Sumatra en Indonésie.

## Description et comportement
C'est un reptile nocturne.

## Publication originale
- Lidth De Jeude, 1923 : A new Amblycephalus from Sumatra. Zoologische Mededelingen, Leiden, vol. 7, p. 243 (texte intégral).